# Bataille de Roccavione
Guerres entre guelfes et gibelins
Batailles
1150 – 1200
- Vernavola (1154)
- Spolète (1155)
- Tortone (1155)
- Milan (1158)
- Siziano (1159)
- Crema (1159)
- Carcano (1160)
- Milan (1162)
- Prataporci (1167)
- Alexandrie (1174-1175)
- Legnano (1176)

1201 – 1250
- Calcinato (1201)
- Casei Gerola (1213)
- Cortenuova (1237)
- Brescia (1238)
- Faenza (1239)
- Giglio (1241)
- Viterbe (1243)
- Parme (1248)
- Fossalta (1249)
- Cingoli (1250)

1251 – 1300
- Bataille de Montebruno (1255)
- Cassano (1259)
- Montaperti (1260)
- Bénévent (1266)
- Tagliacozzo (1268)
- Colle (1269)
- Roccavione (1275)
- Desio (1277)
- Forlì (1282)
- Pieve al Toppo (1288)
- Campaldino (1289)

1301 – 1350
- Pavie (1302)
- La Lastra (1304)
- Milan (1311)
- Soncino (1312)
- Gaggiano (1313)
- Rho (1313)
- Ponte San Pietro (1313)
- Scrivia (1315)
- Montecatini (1315)
- Pavie (1315)
- Sestri (1318)
- Bardi (1321)
- Mirandola (1321)
- Gorgonzola (1323)
- Vaprio d'Adda (1324)
- Altopascio (1324)
- Zappolino (1325)
- San Felice (1332)
- San Quirico (1341)
- Gamenario (1345)

1351 – 1402
- Mirandola (1355)
- Casorate (1356)
- Solara (1356)
- Alexandrie (1391)
- Casalecchio (1402)

La bataille de Roccavione est la dernière bataille de l'invasion du territoire d'Asti par les troupes angevines du royaume de Sicile. Charles Ier d'anjou est défait, et toute son invasion échoue. La bataille marque également la fin de la participation des Astigiani aux guerres des Guelfes et des Gibelins, ainsi que la fin de l'intervention de Charles dans le reste de la péninsule italienne.

## Contexte historique
Charles I de Sicile débarque en Piémont pour défier la commune d'Asti, qui a vaincu l'armée de Thomas II de Savoie lors de la bataille de Montebruno, et a ensuite avancé vers la conquête d'Asti. Charles défait une coalition de Gibelins lors de la bataille de Cassano en 1259, et il est déterminé à abattre les forces astigiennes restantes. Il trouve une force astigienne l'attendant à Roccavione, dans ce qui est aujourd'hui la province de Cuneo.

## La bataille
Asti s'était alliée avec le marquis de Montferrat, Guillaume VII. C'était lui qui devait diriger l'armée, et ses hommes attendaient l'armée napolitaine. Lorsque les deux camps se rencontrèrent, les Napolitains furent détruits. La campagne de Charles Ier au Piémont, et en Italie en général, avait échoué. Il ne remettrait plus les pieds en Piémont après être retourné à Naples.

## Issue des combats et conséquences
Après l'échec de l'invasion du Piémont par Charles Ier, il n'y aurait plus de guerre à Asti. Cependant, d'autres troubles surviennent. Des luttes internes pour le contrôle des entreprises commerciales et bancaires divisent bientôt la ville en factions. La plus prominente est celle des puissants banquiers de la famille Solaro, qui, en 1314, offrent la ville au roi Robert Ier. La République libre d'Asti cesse d'exister. En 1339, les exilés Gibelins reprennent la ville, expulsant les Solaro et leurs partisans. En 1342 cependant, la menace d'une contre-offensive des Solaro amène les nouveaux dirigeants à se soumettre à Luchino Visconti de Milan. Visconti construit une citadelle et un second mur d'enceinte pour protéger les nouveaux quartiers de la ville. En 1345, lors de la bataille de Gamenario, les Astigiens Gibelins et Jean II de Montferrat défont à nouveau les troupes napolitaines angevines. Jean règne également sur Asti jusqu'en 1372, mais sept ans plus tard, le conseil municipal se soumet à l'autorité de Galéas II Visconti. Ce dernier le confie à Louis de Valois, duc d'Orléans.